# المجمع المغلق سبتمبر 1503
المجمع المغلق سبتمبر 1503 هو المجمع الموكول بانتخاب بابا الكنيسة الكاثوليكية الجديد بعد استقالة البابا. انعقد مجمع الكرادلة لانتخاب البابا الجديد بدءًا من
21 سبتمبر 1503 وانتهى في 22 سبتمبر 1503. انتُخبَ بيوس الثالث ليكون البابا الجديد للكنيسة.
عُقدَ المجمع في الفاتيكان في 1503.